# Mjölö, Sankt Karins
Mjölö (finska: Jauhosaari) är en ö i Finland. Den ligger i Skärgårdshavet och i kommunen Sankt Karins i landskapet Egentliga Finland, i den sydvästra delen av landet. Ön ligger omkring 14 kilometer sydöst om Åbo och omkring 140 kilometer väster om Helsingfors.
Öns area är 50,8 hektar och dess största längd är 1,8 kilometer i öst-västlig riktning. Ön höjer sig omkring 20 meter över havsytan.

## Klimat
Inlandsklimat råder i trakten. Årsmedeltemperaturen i trakten är 3 °C. Den varmaste månaden är juli, då medeltemperaturen är 17 °C, och den kallaste är februari, med −12 °C.